# Dusona tenerifae
Dusona tenerifae là một loài tò vò trong họ Ichneumonidae.